# Johannes Daubert
Johannes Philipp Wilhelm Erich Daubert (Braunschweig, 8 giugno 1877 – 11 dicembre 1947) è stato un filosofo e fenomenologo tedesco, della corrente realista di Monaco.

## Vita

### Gli studi
Daubert frequentò il Wilhelms Gymnasium a Braunschweig e successivamente l'Università di Gottinga. A Gottinga studiò filosofia e lingue moderne, i.a. con Julius Baumann, Georg Elias Müller e Robert Vischer, dal 1896 al 1898. Dopodiché si trasferì prima a Lipsia per il semestre estivo del 1898 (con Johannes Volkelt e Wilhelm Wundt) e poi a Monaco. Daubert rimase a lungo a Monaco, studiando con Theodor Lipps ed entrando a far parte del Psychologischer Verein (Associazione Psicologica) dei suoi studenti. Sotto Lipps studiò psicologia, estetica e storia della filosofia. Seguì anche lezioni di Hans Cornelius (esercizi filosofici ed esercizi logici) e Alexander Pfänder (logica). In questo periodo fu influenzato anche dall'empirismo, particolarmente John Stuart Mill e David Hume. Oltre a questo continuò anche sporadicamente a seguire lezioni di germanistica e storia dell'arte.

### L'incontro con Husserl
Nelle vacanze di pentecoste del 1902 Daubert si recò in bicicletta da Braunschweig a Gottinga per discutere con Edmund Husserl delle sue Logische Untersuchungen. Dopo aver discusso per ore Husserl compiaciuto esclamò "Qui c'è qualcuno che ha letto le mie Ricerche Logiche – e le ha capite!" Daubert continuò a studiare a Monaco con Lipps, assumendo una posizione via via più critica riguardo allo "psicologismo" di quest'ultimo. 
Nel maggio del 1904 Husserl visitò Daubert e Lipps a Monaco nel contesto di una sessione del Psychologischer Verein, discutendo di filosofia, psicologia e fenomenologia fino a tarda notte. Daubert fu sempre più ispirato da Husserl, entrando in un fitto scambio di lettere con lui man mano che la sua dissertazione procedeva.

### L'invasione di Gottinga
Nel semestre estivo del 1905 Daubert, assieme a Fritz Weinmann (Friedrich Wilhelm Weinmann), Adolf Reinach e Alfred Schwenninger, si recò da Monaco a Gottinga per seguire le lezioni di Husserl (sulla teoria del giudizio e sulla filosofia della matematica). Durante questo periodo Daubert e Reinach discutono anche con Husserl di una possibile revisione delle Ricerche Logiche. Su iniziativa di Daubert, Pfänder Husselr e Daubert stesso trascorrono le vancanze estive a Seefeld, proseguendo con le varie discussioni sulle Ricerche Logiche. 
Nel progredire della sua dissertazione Daubert continuò a frequentare Husserl e seguire lezioni da Pfänder, venendo così influenzato progressivamente dalla fenomenologia.

### L'incontro con Brentano
Durante una visita al suo maestro Franz Brentano a Firenze nel 1907, Husserl osservò che Daubert fosse tra i più avanzati e talentuosi dei suoi studenti. Quando Brentano venne in visita a Monaco lo stesso anno, espresse il desiderio di incontrare questo giovane "husserliano". Daubert e Brentano discussero delle "Ricerche Logiche" di Husserl e del suo antipsicologismo. Daubert cercò di mitigare le differenze tra Husserl e Brentano, e assicurò a quest'ultimo che l'etichetta di "psicologista" fosse abbastanza innocente.

### IlJahrbuch
Durante il 1912 Husserl, Pfänder, Geiger e Daubert concepiscono l'idea di fondare una rivista annuale di fenomenologia il Jahrbuch für Philosophie und phänomenologische Forschung. Mentre Daubert in un primo momento promise di collaborare e scrivere un articolo per il primo numero, successivamente si volle ritirare per timore di non riuscire a completare l'articolo promesso per tempo. Husserl cercò di convincerlo a non essere troppo autocritico, ma inutilmente. 
Nel 1913 appare il primo esemplare del Jahrbuch, contenente le Ideen zu einer reinen Phänomenologie und phänomenologischen Philosophie di Husserl. Quest'opera portò la fenomenologia in una nuova direzione: il trascendentalismo. Husserl scrive a Daubert chiedendogli la sua opinione sulle "Idee" e sollecitandolo nuovamente a preparare un articolo per il secondo volume. 
in questi anni Husserl più volte chiese anche a Daubert di commentare sui suoi tentativi di riscrivere le Ricerche Logiche, specialmente la sesta Ricerca. Nel settembre del 1913, trascorrendo due settimane di vacanza assieme a Mürren, Daubert e Husserl cosero l'occasione per lunghe discussioni. Daubert ottenne l'impressione che le "Idee" fossero ancora molto corrette nelle dettagliate analisi particolari, mentre l'idealismo e trascendentalismo non erano che conclusioni affretta e provvisorie. I suoi colleghi a Monaco e Gottinga però ebbero nella maggior parte una visione più negativa dell'opera e della piega che la fenomenologia di Husserl stava prendendo.

### Il periodo della guerra
Dopo lo scoppio della prima guerra mondiale, nel 1914 Daubert andò come volontario al fronte occidentale a Bapaume. Daubert chiese a Pfänder di mandargli copie delle "Idee" di Husserl e cercò di mantenere i contatti con Husserl e Pfänder via lettere. Per le sue azioni al fronte, nel 1915 Daubert venne insignito della Croce di Ferro, seconda classe. Nel 1917 venne promosso alla posizione di luogotenente e nel 1918 ottenne la medaglia al merito bavarese, quarta classe. 

### Il dopoguerra
Alla fine della guerra, Daubert fece sapere di volersi temporaneamente ritirare dalla vita accademica e dedicarsi all'agricoltura come pausa di riflessione. Nel 1919 Dubert acquista un podere e si sposa con la sua promessa "Steffa" (Anna Wilhelmine Stefanie Scharl). Pur ritirandosi a vita privata, mantiene contatti con Husserl e soprattutto con Pfänder. Sotto l'influenza di quest'ultimo, alla fine degli anni venti divenne gradualmente più critico della direzione idealista e trascendentalista di Husserl. 
Dopo la sua morte nel 1947, i suoi scritti inediti rimasero sulla sua fattoria. Solo nel 1967 furono trasferiti nella biblioteca statale bavarese a Monaco, sotto il sigillo "Daubertiana". A causa dell'inusuale forma di stenografia usata da Daubert, solo nel 1976 Karl Schuhmann riuscì a decifrare gli scritti. 

## Opere (edizioni critiche postume)
- Johannes Daubert, "Remarks on the Psychology of Apperception and Judgment (1902)", Karl Schuhmann ed., in The New Yearbook for Phenomenology and Phenomenological Philosophy II, 2002
- Johannes Daubert, "Notes from Husserl's Mathematical-Philosophical Exercises (1905)", Mark van Atten & Karl Schuhmann ed., in The New Yearbook for Phenomenology and Phenomenological Philosophy IV, 2004